# بخش آکسفورد (شهرستان باتلر، اوهایو)
بخش آکسفورد (به انگلیسی: Oxford Township) یک منطقهٔ مسکونی در ایالات متحده آمریکا است که در شهرستان باتلر، اوهایو واقع شده‌است.
 بخش آکسفورد ۹۵٫۶ کیلومتر مربع مساحت و ۲۳٬۶۶۱ نفر جمعیت دارد و ۲۷۷ متر بالاتر از سطح دریا واقع شده‌است.